# Cour suprême de Géorgie (États-Unis)
Ne doit pas être confondu avec Cour suprême de Géorgie (pays).
La Cour suprême de Géorgie est la plus haute autorité judiciaire de l'État américain de Géorgie. La cour a été créée en 1845 et comportait trois membres. Depuis 1896, les juges (portés à six, puis à sept en 1945, et enfin à neuf en 2017) sont élus par le peuple de l'État dans des élections non partisanes pour des mandats de six ans.
En vertu de la Constitution actuelle de la Géorgie, le juge en chef est élu par les juges associés.  

## Historique
La Constitution de l'État a été modifiée en 1835 pour autoriser la création d'une Cour suprême, mais la Cour elle-même n'a été établie par loi qu'en 1845. La cour initiale se composait de trois juges et a tenu sa première session à Talbotton, le 26 janvier 1846. Les sessions suivantes ont été tenues en différents endroits, selon la procédure de Cour itinérante.
Les constitutions et amendements ultérieurs ont modifié la composition et la pratique de la cour. La Constitution de 1865, après la guerre de Sécession, a mis fin à la pratique itinérante en décidant que la cour siégerait dans la capitale de l'État (aujourd'hui, Atlanta). Une modification constitutionnelle de 1896 élargit la cour à trois juges et prévoit l'élection populaire des juges. Un septième juge a été ajouté par un amendement en 1945. La constitution actuelle de l'État autorise jusqu'à neuf juges, et les huitième et neuvième sièges ont été créés par la Loi sur la réforme de la compétence d'appel en 2016.

## Source
- (en) Cet article est partiellement ou en totalité issu de l’article de Wikipédia en anglais intitulé « Supreme Court of Georgia (U.S. state) » (voir la liste des auteurs).